# Vincent Handrey
Vincent Handrey est un auteur-compositeur-interprète, créateur de spectacles et professeur de musique né le 24 janvier 1969  à Denain, dans le Nord de la France. Il est notamment l'auteur de la comédie musicale Arenberg.

## Biographie

### Interprète
Natif du Nord, Vincent Handrey apprend la musique dès son plus jeune âge à l'école de musique municipale d'Onnaing et à l'âge de 16 ans, il obtient un prix au Conservatoire National de musique de Valenciennes. Adolescent, il rencontre lors d'un gala, Jean Albertini , le producteur de  C. Jérôme. Jean Albertini va présenter le jeune auteur-compositeur-interprète à  Didier Barbelivien et à Charles Talar[réf. nécessaire] et en novembre 1987 sort le premier single de Vincent Handrey : Elle attend. Il récidive en 1988 en sortant un second 45 tours (Cœur en suspens) chez Zone Music / Pathé.

### Auteur-compositeur
Vincent Handrey écrit et compose pour le chanteur C. Jérôme (disparu en mars 2000) puis participe à l'album Vendée 93 de Didier Barbelivien. Il écrit également pour Claude Barzotti,.

### Auteur, créateur de spectacles musicaux
Il se distingue en créant, en 2001, la comédie musicale Arenberg sur la vie des mineurs en hommage à son grand-père maternel. Ce spectacle atypique sur l'univers du charbon rencontre un succès sans précédent dans la région Nord-Pas-de-Calais en remplissant les plus grandes salles de spectacle et en dépassant le cap des 220 000 spectateurs
Cette comédie musicale, Arenberg de Vincent Handrey, sous commande de la ville de Wallers et de la  Communauté d'agglomération de la Porte du Hainaut, est présentée les 12 et 13 septembre 2003 sur le site minier d'Arenberg.
En 2005, Vincent Handrey crée une autre comédie musicale : Armorica terre De Pêcheurs qui a pour cadre la Bretagne. Vincent Handrey crée également un voyage musical intitulé Ah qu'est-ce qu'on est bien dans le Nord ! (2006), puis la parodie musicale Don Camillo chez les Chtis en 2008. Enfin, en 2013, la comédie musicale la Fiancée du Poilu voit le jour avec pour toile de fond, la Première Guerre mondiale.

## Publications
- Arenberg: La Mine, le Paris-Roubaix, la Comédie Musicale, Guy Dubois, Laurent Watiez, Vincent Handrey, 160 p., Pourparler éditions (2009),  (ISBN 9782916655178)[12]